# Triaspidis bicornis
Triaspidis bicornis är en insektsart som först beskrevs av Green och Lidgett in Green 1900.  Triaspidis bicornis ingår i släktet Triaspidis och familjen pansarsköldlöss. Inga underarter finns listade i Catalogue of Life.